# Aleurocanthus corbetti
Aleurocanthus corbetti là một loài côn trùng cánh nửa trong họ Aleyrodidae, phân họ Aleyrodinae.
Aleurocanthus corbetti được Takahashi miêu tả khoa học đầu tiên năm 1951.